# Ángel Báez
 Ángel Custodio Báez Rivera (* 8. August 1894 in Coquimbo; † 21. September 1920) war ein chilenischer Fußballspieler. Der Stürmer absolvierte vier Länderspiele für sein Heimatland und erzielte den ersten Treffer Chiles bei einer Südamerikameisterschaft. 

## Karriere

### Verein
Ángel Báez wurde im Stadtteil Guayacán von Coquimbo geboren und spielte für den Fußballklub Thunder de Coquimbo.

### Nationalmannschaft
Für den ersten ausgetragenen Campeonato Sudamericano 1916 trafen sich die Präsidenten der jeweiligen lokalen Fußballverbände und berieten über den chilenischen Mannschaftskader für die Südamerikameisterschaft. Aus Coquimbo wurden Ángel Báez und sein Teamkollege bei Thunder Hernando Salazar für das Turnier nominiert.
Ángel Báez debütierte beim Turnier in Argentinien im zweiten Gruppenspiel gegen den Gastgeber. Bei der 1:6-Niederlage erzielte der Stürmer aus Coquimbo das erste Tor Chiles bei einer Südamerikameisterschaft. Beim 1:1-Unentschieden im letzten Gruppenspiel gegen Brasilien erzielte Teamkollege Salazar den Ausgleichstreffer. Chile wurde mit einem Punkt aus drei Spielen Turnierletzter. Noch im Juli 1916 bestritt Báez noch zwei offizielle Freundschaftsspiele sowie ein inoffizielles Spiel für Chile.
Einige Quellen führen Telésforo Báez als Spieler des Campeonatos 1916 und entsprechend ersten Torschützen auf, allerdings war dieser zum Zeitpunkt des Turniers vom Verband gesperrt gewesen.